# 세계적 감시망
세계적 감시망(世界的 監視網, Global surveillance network)이란 국경 너머에까지 미치는 대중감시를 일컫는다. 20세기 중반에 영국과 미국이 UKUSA 협정을 맺고 거기에 캐나다, 오스트레일리아, 뉴질랜드가 동참하면서 소위 파이브 아이즈라는 첩보 동맹을 형성한 것을 그 시초로 친다. 이 다섯 핵심 동맹국들 외에 협조자 수준의 제3국들이 추가되어 1971년 에셜론이라는 세계적 감시망이 형성되었다.
오랫동안 정부 기관이나 주류 언론에서는 세계적 감시망의 존재를 부인해 왔으나, 2013년 에드워드 스노든의 폭로사건이 터진 이후서 그 전모가 조금씩 드러나고 있다. 폭로 사건 이후, 스노든은 디지털 시대의 사생활 권리에 대한 논쟁을 촉발시켰다.

## 같이 보기
- 사이버스파이